# شان فارل (بازیکن فوتبال)
شان فارل (انگلیسی: Sean Farrell؛ زادهٔ ۲۸ فوریهٔ ۱۹۶۹) بازیکن فوتبال اهل بریتانیا است.
از باشگاه‌هایی که در آن بازی کرده‌است می‌توان به باشگاه فوتبال پیتربورو یونایتد، باشگاه فوتبال برتون آلبیون، باشگاه فوتبال فولام، باشگاه فوتبال کولچستر یونایتد، باشگاه فوتبال لوتون تاون، باشگاه فوتبال نوتس کانتی، و باشگاه فوتبال نورث‌همپتون تاون اشاره کرد.